# Hechten (spiritueel)
Hechten, Pali: upadana, in spirituele zin verwijst in onder andere het boeddhisme en het christendom naar het 'gehecht zijn' van de geest aan wereldse zaken, waardoor het die dingen niet los kan laten en uiteindelijk in een slechte situatie van mentale pijn of lijden terechtkomt. 